# Coccinellidae
« Coccinelle » redirige ici. Pour les autres significations, voir Coccinelle (homonymie).
Famille
Les Coccinellidae, en français coccinellidés, sont une famille d'insectes de l'ordre des coléoptères, appelés aussi coccinelles, ou encore familièrement ou régionalement « bêtes à bon Dieu » ou « pernettes ». Ce taxon monophylétique regroupe environ 6 000 espèces réparties dans le monde entier.
Les coccinelles font partie des insectes utilisés par l'homme : beaucoup d'espèces se nourrissent en effet de pucerons, et sont donc utilisées en lutte biologique en agriculture comme insecticide naturel.
Elles sont de forme arrondie avec des élytres de couleurs vives (généralement rouge, parfois jaune, orange ou brun) avec des taches noires. Le nombre de taches de la coccinelle varie de deux à vingt-quatre points et dépend de l'espèce, dont il peut être une clé de détermination.

## Étymologie
La couleur classique rouge des élytres de ces insectes explique l'étymologie de leur nom qui vient du latin coccinus : « écarlate ». Elle leur sert de moyen naturel de défense.
La famille des Coccinellidae a été établie par Pierre-André Latreille, en 1807.
Dans le langage courant, on appelle aussi la coccinelle « bête à bon Dieu », car elle est la meilleure amie des jardiniers (les anciens prédisaient du beau temps lorsque la coccinelle s’envolait) et surtout, parce que, selon une légende remontant au Moyen Âge, elle porterait bonheur. Ce surnom remonte au Xe siècle. Condamné à mort pour un meurtre commis à Paris, un homme, qui clamait son innocence, a dû son salut à la présence du petit insecte. En effet, le jour de son exécution publique, le condamné devait avoir la tête tranchée. Mais une coccinelle se posa sur son cou. Le bourreau tenta de l’enlever, mais le coléoptère revint à plusieurs reprises se placer au même endroit. Le roi Robert II (972-1031) y vit alors une intervention divine et décida de gracier l’homme. Quelques jours plus tard, le vrai meurtrier fut retrouvé. Cette histoire s’est très vite répandue et la coccinelle fut dès lors considérée comme un porte-bonheur qu’il ne fallait pas écraser.
Ce nom vient possiblement du rôle de la coccinelle et ses larves comme agents de lutte biologique contre les pucerons, psylles, cochenilles, voire les acariens phytophages qu'elles consomment avec voracité, ce qui débarrasse les jardins et les champs de ces nuisibles.
Dans certaines autres langues, le nom commun de la coccinelle est également d'origine religieuse, plus spécifiquement en référence à la Vierge Marie. C'est le cas en breton (buoc'hig-Doue, petite vache du bon Dieu), en anglais (ladybird ou ladybug, à l'origine Our Lady's bird, oiseau de Notre-Dame), en espagnol (mariquita, petite Marie), en allemand (Marienkäfer, coléoptère de Marie) et en amazigh (mrim n igran, Marie des champs). Cette association proviendrait des sept points sur la carapace de certaines espèces, reliés aux sept joies et aux sept douleurs de Marie.
En Suisse romande, la coccinelle est communément appelée « pernette » dans le parler local,.

## Description

Anatomie

Les coccinelles se distinguent par différents traits.
Les coccinelles sont de petite taille, de 0,8 mm (Carinodulinka baja (pl)) à 1,8 cm (genre Megalocaria). Leur corps a une face ventrale plane, la forme d'un dôme arrondi ou ovale, pourvu de 6 courtes pattes portant des tarses à quatre articles (tarses cryptotétramères), dont le 3e, très petit, est inséré dans le 2e dilaté cordiforme, le 4e étant allongé et muni de griffes bifides. Les élytres peuvent être marqués de taches, points ou bandes. La tête noire inclinée de haut en bas est plus ou moins recouverte par un pronotum avec deux taches blanches de part et d'autre, le pronotum formant un bouclier. Les courtes antennes sont composées de 11 articles, les 3 derniers élargis en massue (antennes monoliformes se rétractant au repos).

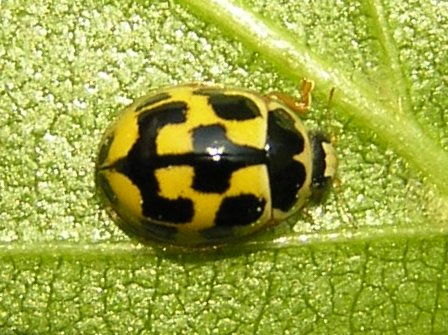
La coccinelle à damier présente des taches anguleuses ou rectangulaires caractéristiques.

Elles présentent des couleurs diverses souvent vives, aux motifs variés (signalant aux prédateurs qu'elles sont amères ou toxiques : phénomène d'aposématisme grâce à la saignée réflexe d'une humeur jaune à base de méthoxypyrazines (en) sécrétées derrière l’articulation de leurs pattes), et parfois, sont recouvertes d'une couche de petits poils, comme la Rhyzobius forestieri. Les espèces sont souvent nommées d’après le nombre de leurs points.

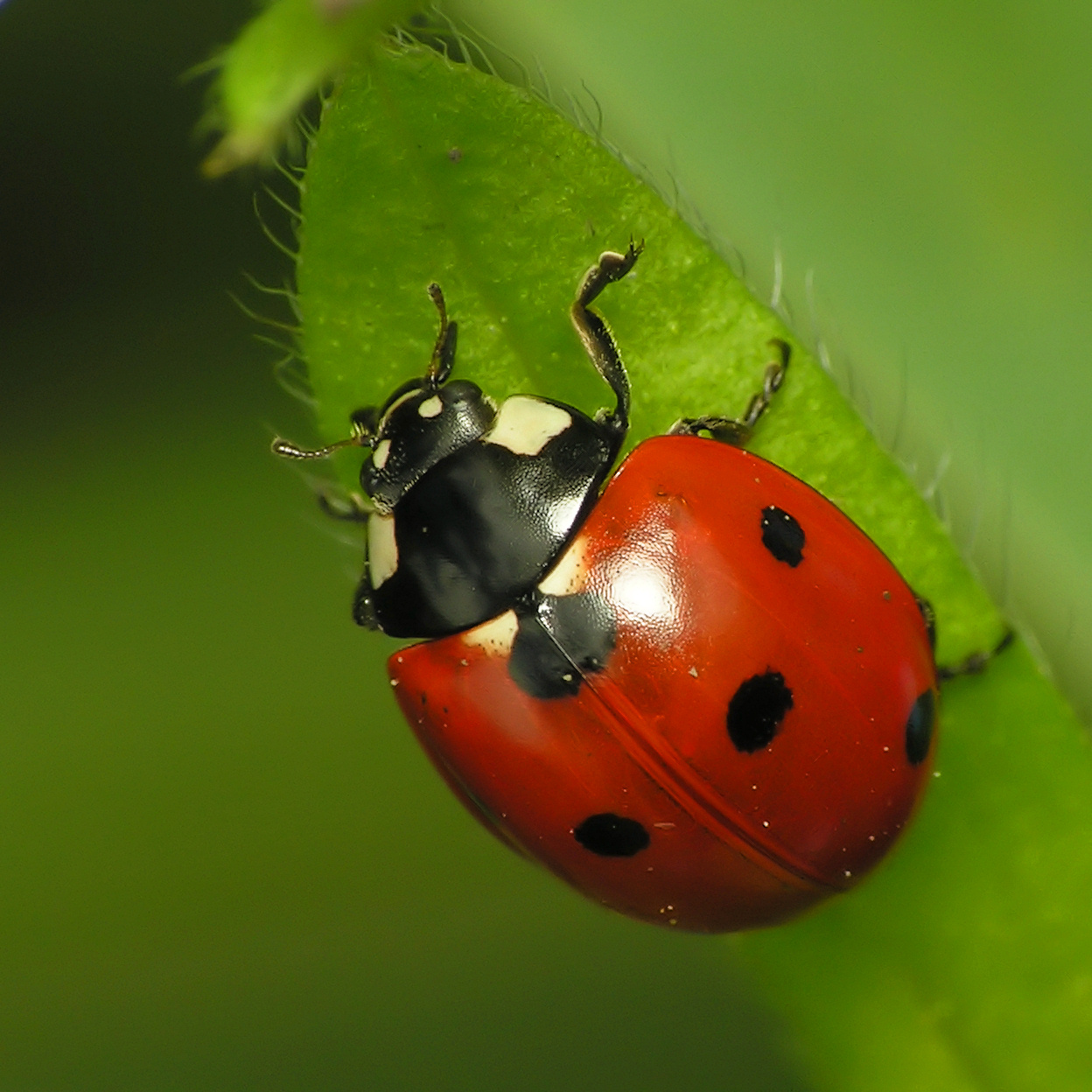
Coccinelle à sept points (Coccinella septempunctata)

Sous les élytres se trouvent les ailes, d'un noir transparent, presque deux fois plus longues. Le coléoptère ne peut les ramener à lui que plissées en longueur et pliées en travers, et il lui faut quelques secondes pour les replier.
Leurs pièces buccales sont brun foncé ou noires, le dernier article des palpes maxillaires est élargi et sécuriforme (forme de hache). La première sternite de la plaque abdominale porte deux lignes recourbées.
L'espèce la plus connue, Coccinella septempunctata, est rouge et possède sept points noirs sur les élytres. C'est l'espèce dite « indigène » en Europe, qui est décimée progressivement par la coccinelle asiatique, espèce invasive introduite notamment par les jardineries spécialisées au nom de la lutte biologique contre les pucerons. Cette dernière est pourtant cannibale et s'attaque notamment aux larves de l'espèce indigène lorsque la nourriture est insuffisante, bouleversant ainsi l'écosystème local. On trouve également des coccinelles à deux, cinq, dix, quatorze, vingt-deux et même vingt-quatre points. Celle à vingt-deux points est nommée Psyllobora (= Théa) viginti-duopunctata.
Contrairement à une idée répandue, le nombre de points sur les élytres d'une coccinelle ne correspond pas à son âge, ni en nombre d'années, ni en nombre de mois. Ce motif dépend exclusivement de l'espèce et de la sous-espèce, et permet d'ailleurs de la caractériser. Cette thèse est contestée depuis les travaux de Theodosius Dobjansky (1900-1975), qui a montré l'interfécondité de la coccinelle asiatique indépendamment du nombre de leurs points. Une étude publiée en août 2018 montre que ces points résultent de l'activité du gène nommé pannier, au stade embryonnaire : le profil d’expression de ce gène est contrôlé par des séquences d’ADN régulatrices qui agissent comme des interrupteurs génétiques en activent le gène dans différents territoires des élytres.
Comme chez tous les coléoptères, et pour la plupart des insectes, le nom commun est attribué à l'adulte ou imago, la forme ailée et adulte de l'individu (et dont la taille ne change plus).
On rencontre les coccinelles dès la fin de l'hiver jusqu'à la fin de l'automne, dans les jardins, champs et bois. Ces insectes ont généralement une génération par an, et parfois deux.

## Physiologie

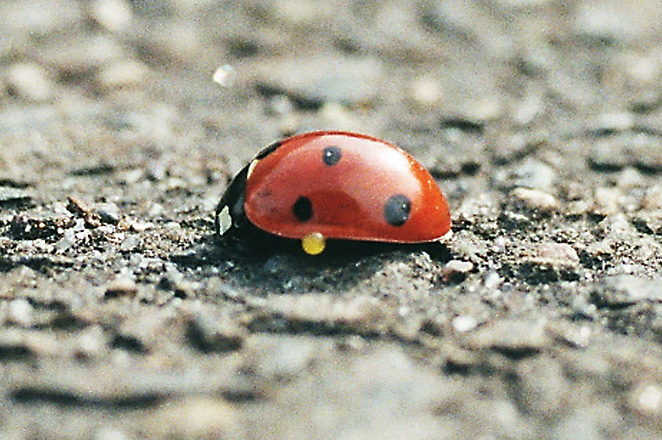
Phénomène de saignement réflexe chez une coccinelle à sept points qui exsude via ses articulations de l'hémolymphe chargée d'alcaloïdes légèrement toxiques.

### Cycle de vie et métamorphose
La métamorphose des coccinelles comporte quatre stades : œuf, larve, nymphe et adulte. En une vie, la coccinelle pondra environ mille œufs. Chaque adulte a une espérance de vie de deux à trois ans. Les coccinelles sont très utiles dans la lutte biologique contre les insectes considérés comme nuisibles, tels que les pucerons, et certaines cochenilles, qu'elles dévorent en grandes quantités.
Pendant la saison froide, les coccinelles se mettent en diapause, et trouvent refuge sous les pierres, sous l'écorce des arbres, dans les vieilles souches, dans la mousse, ou encore sous les feuilles de fleurs fanées comme les coquelicots, etc.

### Reproduction
Au printemps, le mâle et la femelle s'accouplent.
Au moment de la ponte, la femelle choisit une feuille envahie de pucerons. Elle s'y installe et commence à pondre ses œufs, au nombre de cinquante à quatre cents. Les œufs sont de très petite taille, et de couleur jaune.
Au bout de trois à sept jours, les œufs éclosent et des larves en sortent.
Les larves, fuselées, de couleur bleu gris, métallique, ont un appétit extraordinaire, et peuvent dévorer jusqu'à neuf mille pucerons durant les trois semaines de leur développement.
Vient alors le stade nymphal (nymphose) : les larves fixent, avec quelques fils de soie, l'extrémité de leur abdomen au verso d’une feuille, et restent ainsi recroquevillées et immobiles, pendant huit jours, pour se transformer en coccinelle adulte.
Puis, la cuticule se fend, et l’adulte, de couleur jaune pâle, émerge. En quarante-huit heures, la coccinelle devient rouge, avec plusieurs points noirs ou jaunes.

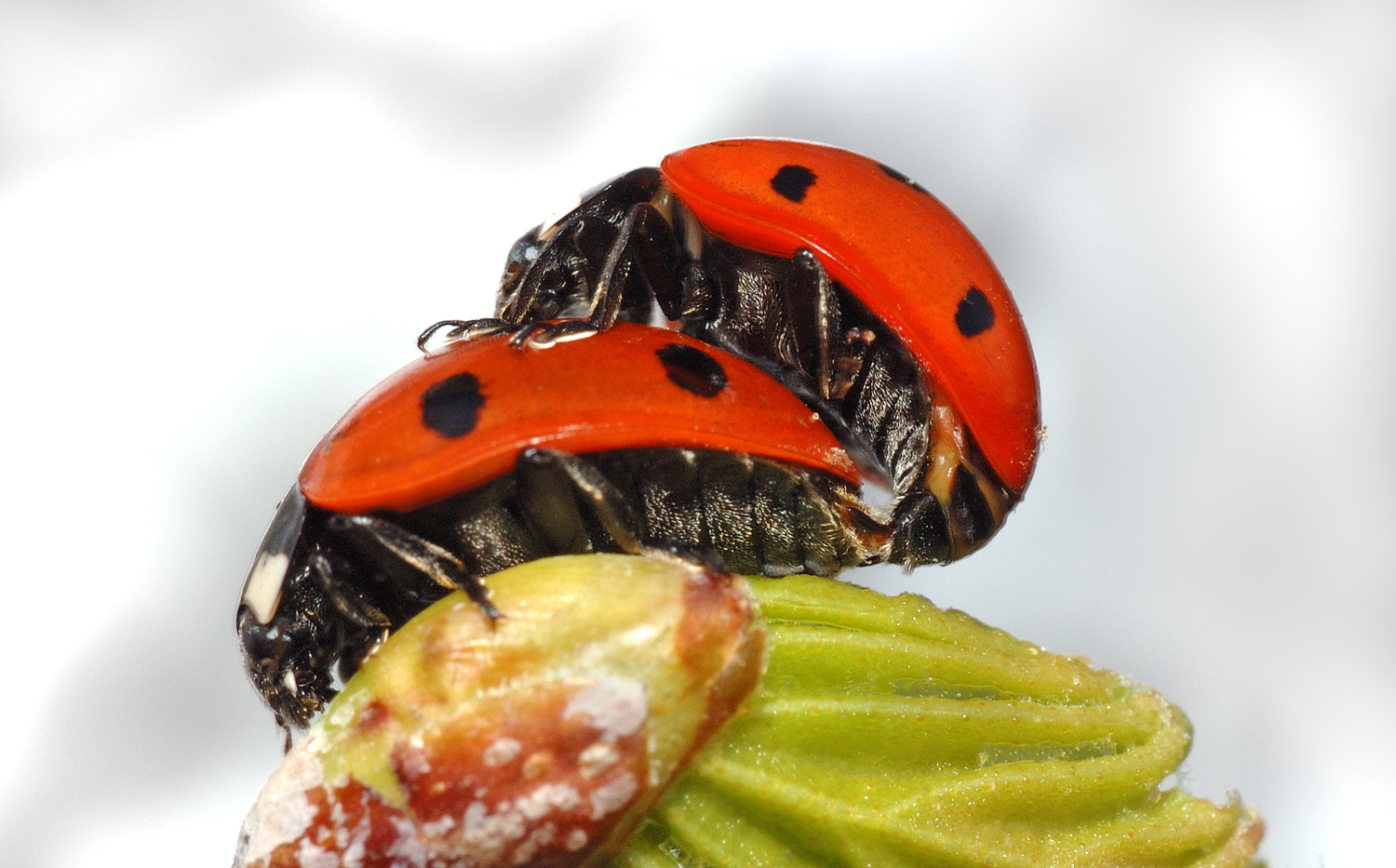
Copulation
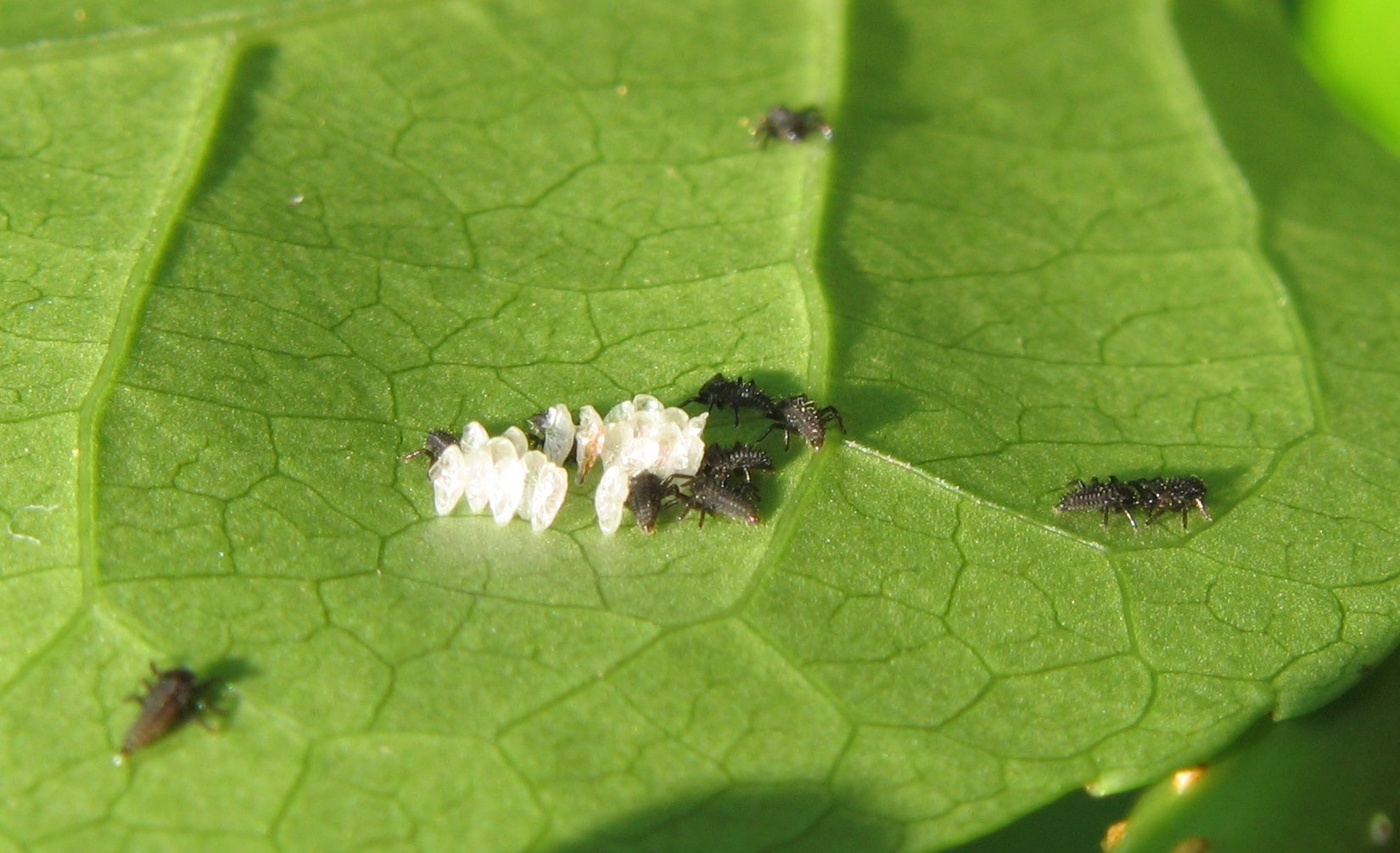
Larves sortant des œufs
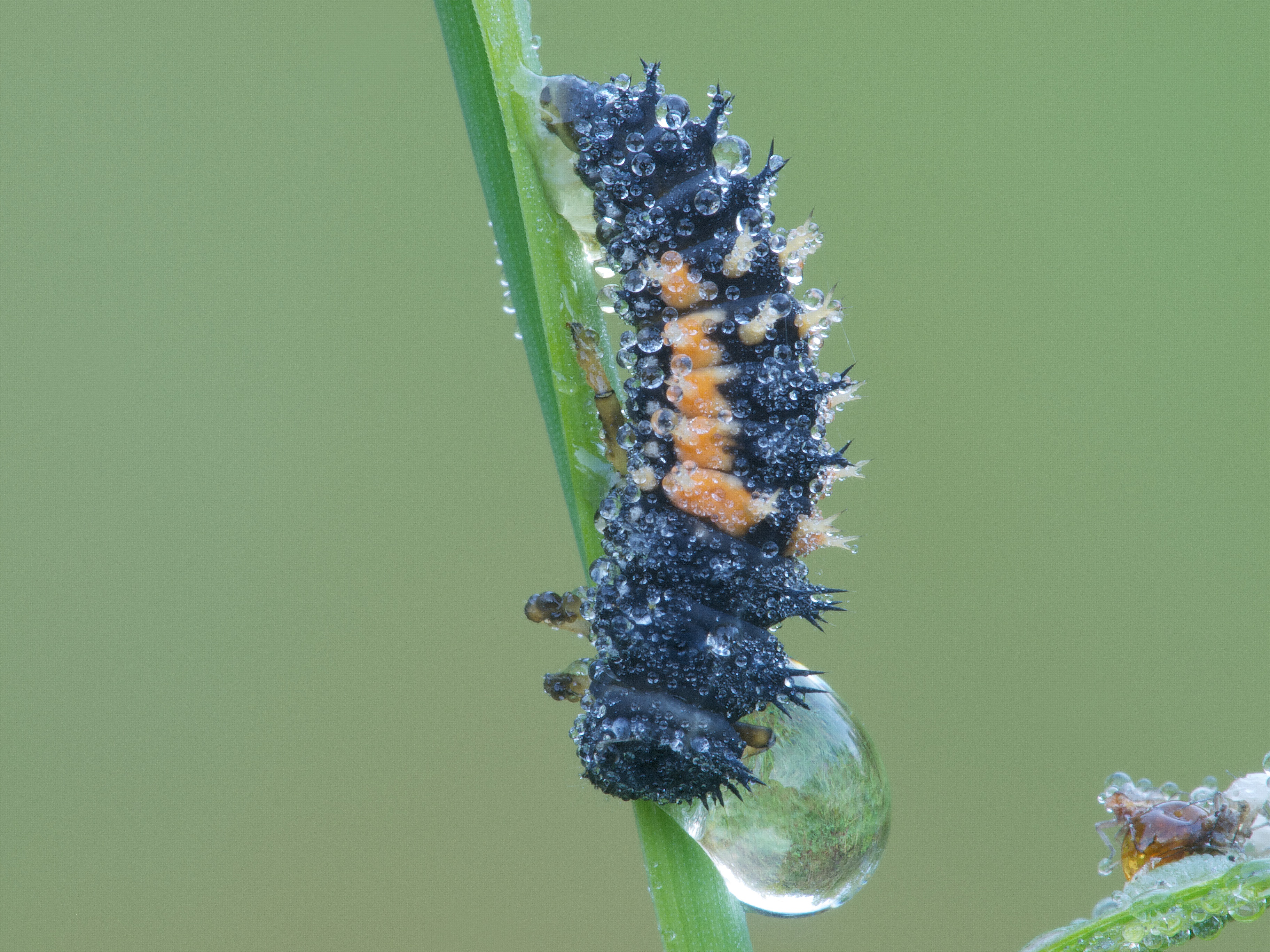
Coccinelle au stade larvaire 3 ou 4
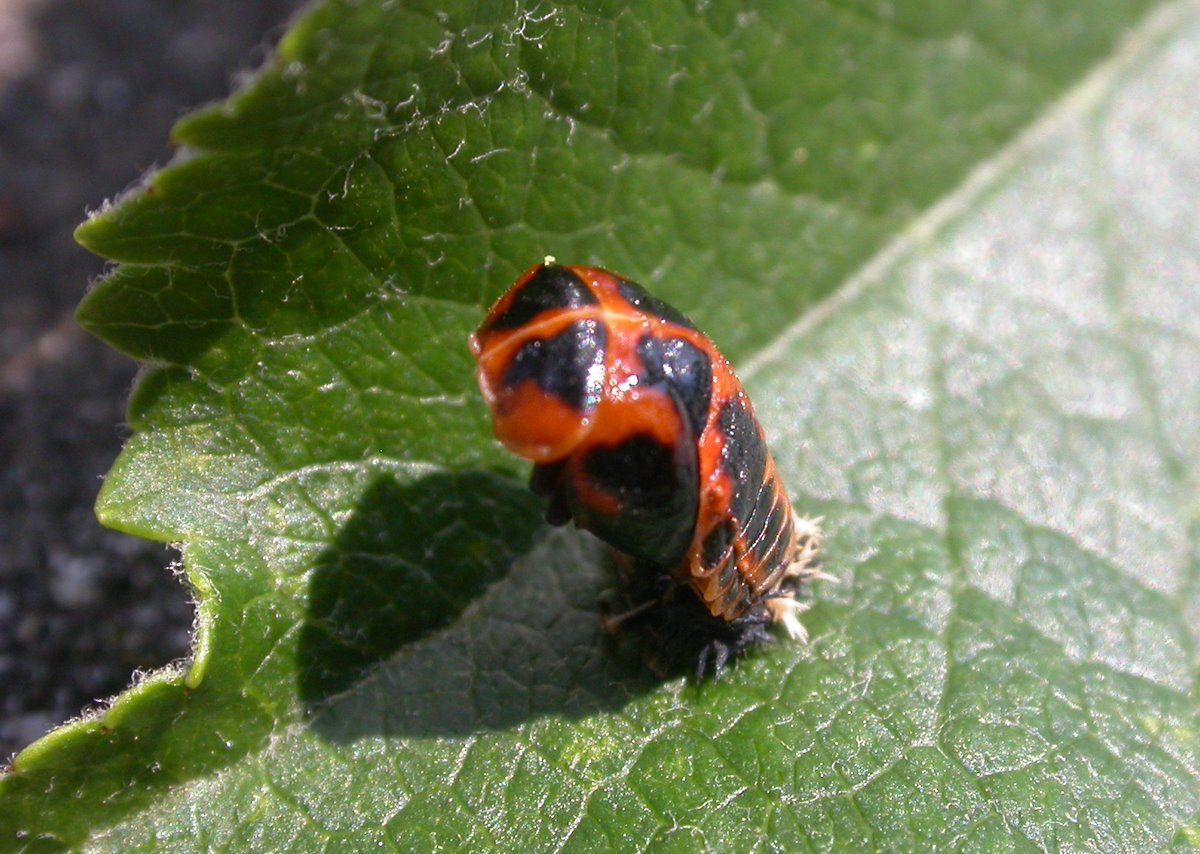
Coccinelle à l'état de nymphe
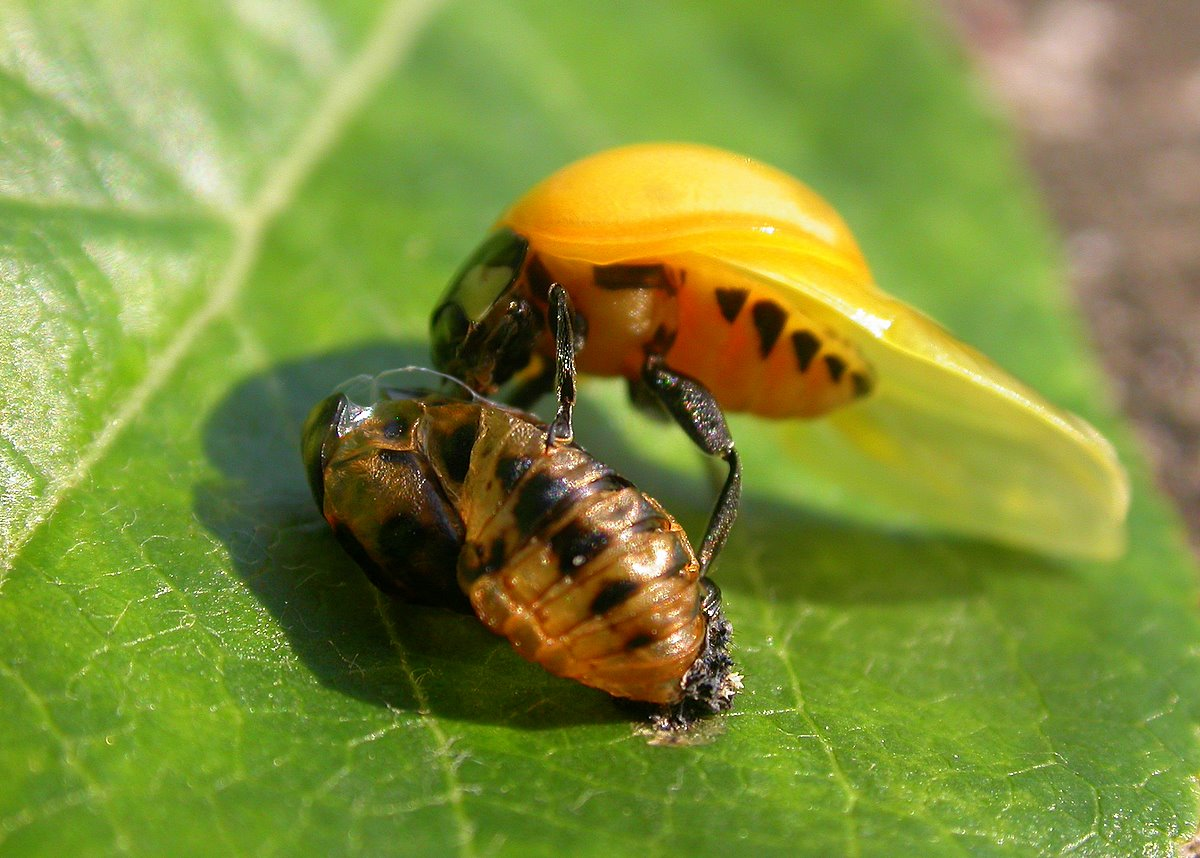
Coccinelle et la nymphe dont elle vient de s'extraire. Ses élytres deviennent rouges deux jours plus tard
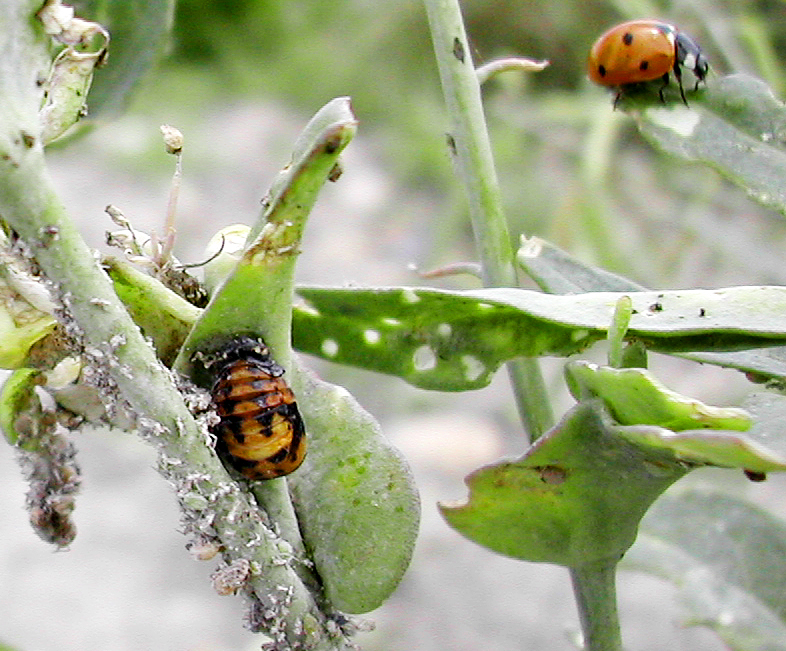
Coccinelle adulte et nymphe

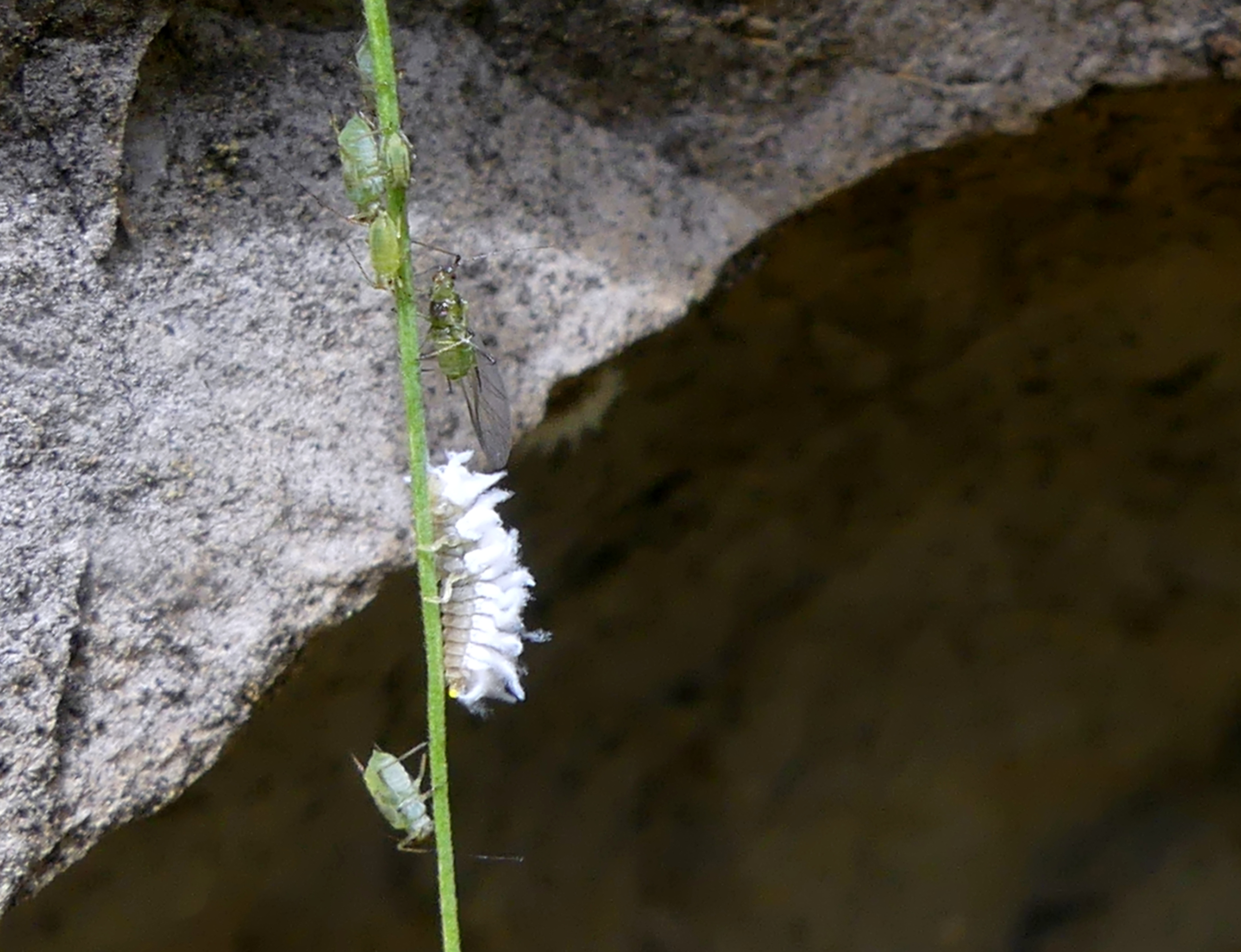
Vue d'une larve de Scymnus sur une tige avec des pucerons
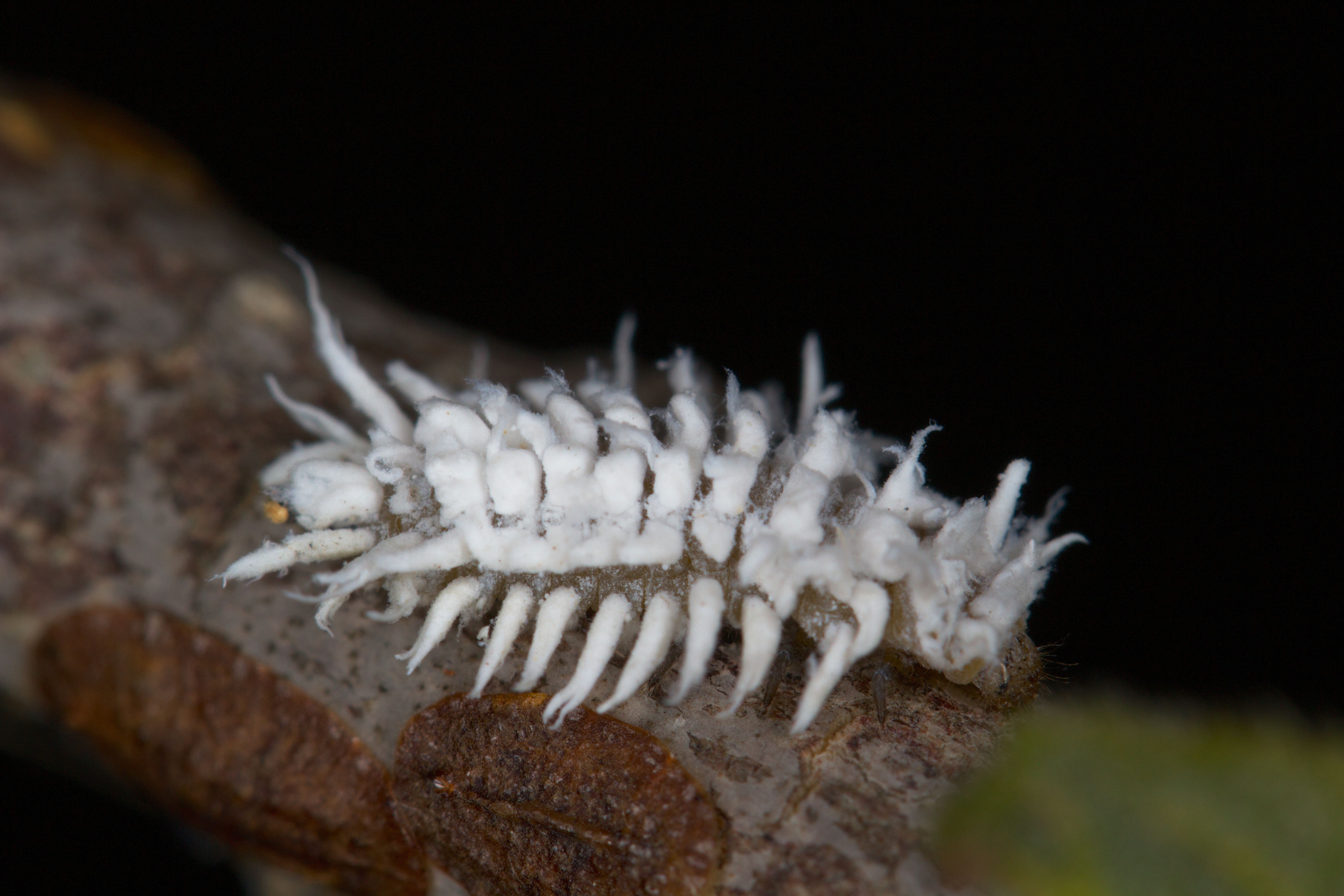
Larve de Cryptolaemus montrouzieri

### Régime alimentaire
Les coccinelles sont classées, d'après leur régime alimentaire, en insectes polyphages (phytophages, prédateurs aphidiphages ou coccidiphages), ce qui est un des facteurs principaux de leur succès évolutif.
Certaines espèces de coccinelles peuvent dévorer jusqu'à cent cinquante pucerons par jour. Chaque espèce a une alimentation bien spécifique, et les coccinelles peuvent ainsi être regroupées selon leur régime alimentaire :
- les coccinelles phytophages, comme Subcoccinella vigintiquatuorpunctata ou Henosepilachna vigintioctopunctata (coccinelle de la pomme de terre), qui se nourrissent de végétaux, et peuvent causer des dégâts à certaines espèces végétales cultivées ;
- les coccinelles mycophages, qui mangent des champignons, comme l'oïdium ;
- les coccinelles aleurodiphages, qui se nourrissent d'aleurodes ;
- les coccinelles acariphages, qui se nourrissent d'acariens, ont une très petite taille, de moins d'un millimètre ;
- les coccinelles aphidiphages, qui se nourrissent de pucerons, parmi lesquelles se trouvent les plus connues et les plus colorées (comme la coccinelle à sept points, Coccinella septempunctata) ;
- les coccinelles coccidiphages, qui se nourrissent de cochenilles, limitent leur prolifération sur diverses espèces végétales cultivées, notamment l'olivier.

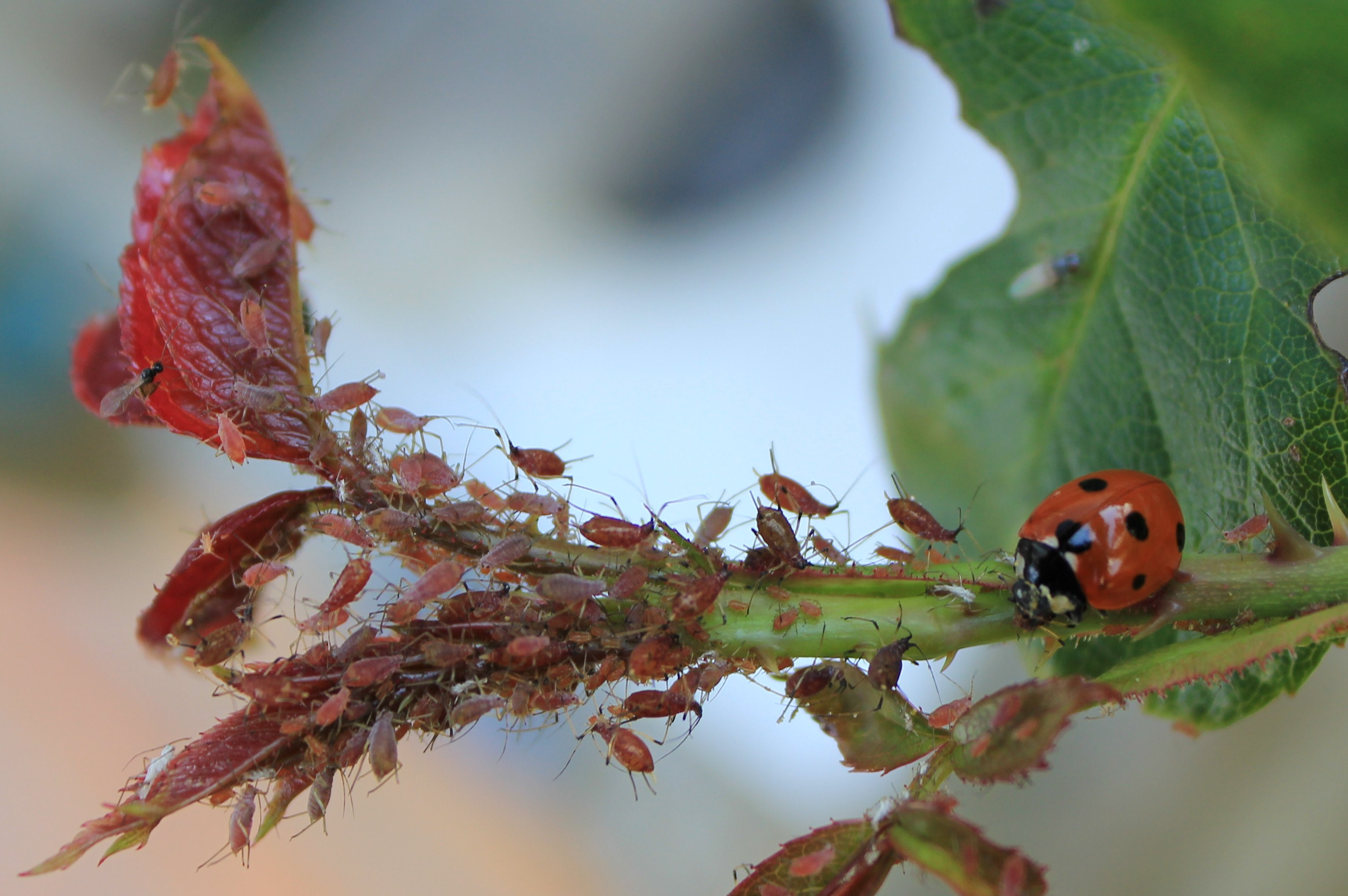
Coccinelle mangeant des pucerons

Selon une étude publiée mi-2007, le puceron du chou, Brevicoryne brassicae, peut utiliser et mimer le système de défense chimique de sa plante-hôte. La larve de ce puceron absorbe et emmagasine dans son hémolymphe certains métabolites protéiques, les glucosinolates, qui protègent le chou de ses prédateurs, et, comme le chou, le puceron produit une enzyme, la myrosinase, ou la glucohydrolase de β-sulfoglucoside, qui catalyse l'hydrolyse des glucosinolates, synthétisant ainsi des produits biologiquement actifs.
L'étude montre que les larves de coccinelles Adalia bipunctata (espèce dont les larves d'élevage sont souvent vendues dans les jardineries pour les particuliers) nourries avec des larves de pucerons de cette espèce ont un faible taux de survie, alors qu'il est normal, si elles consomment ce puceron adulte et ailé. La forme ailée n'emmagasine presque plus de glucosinolates (sinigrine notamment), et en excrète même dans le miellat.
Ce sont bien les glucosinolates qui sont en jeu, car des larves de pucerons élevées avec un régime sans glucosinolates sont consommées sans effet négatif par les larves de coccinelles, que les pucerons soient au stade ailé ou non, alors que les formes ailées nourries avec un régime à un pour cent de sinigrine sont toxiques pour les larves de coccinelles qui les consomment.
Les pucerons ailés sont donc plus vulnérables aux larves de coccinelles mais leur capacité de voler pourrait compenser cette carence, leur permettant d'échapper aux coccinelles et de coloniser d'autres milieux.

Il resterait à vérifier si une part de la toxicité que la coccinelle présente envers ses prédateurs ne provient pas également des proies qu’elle ingère ; ce phénomène a été constaté chez d’autres groupes d’espèces prédatrices aux couleurs vives, comme les dendrobates. Il pourrait s'agir d'un phénomène de coévolution et de convergence évolutive. Une autre coccinelle, la Coccinelle de la Bryone, Henosepilachna argus, est apte à se nourrir du suc de la Bryone dioïque, très toxique et ne semble vivre que sur cette plante.
La coccinelle asiatique (Harmonia axyridis), est une espèce aphidiphage : elle se nourrit de pucerons. Dès le début du XXe siècle, et surtout, vers la fin des années 1980, elle a été importée, en grand nombre, en Europe et aux États-Unis, dans le cadre de la lutte biologique. Étant plus grosse, elle résiste mieux à ses prédateurs.
Cependant, son comportement, sa prolificité et sa voracité en ont fait perdre le contrôle. Elle est désormais considérée comme nuisible pour de nombreuses espèces de coccinelles autochtones, dont elle envahit le territoire et qu'elle tend à éliminer. En Grande-Bretagne, sept des huit espèces endémiques ont enregistré une baisse de moitié de leur population entre 2004 et 2012, selon le « Center for Ecology and Hydrology ».

## Taxonomie

### Sous-familles selonITIS
- sous-famille Chilocorinae Mulsant, 1846
- sous-famille Coccidulinae Mulsant, 1846
- sous-famille Coccinellinae Latreille, 1807
- sous-famille Epilachninae Mulsant, 1846
- sous-famille Hyperaspidinae Duverger, 1989
- sous-famille Scymninae Mulsant, 1846
- sous-famille Sticholotidinae Weise, 1901

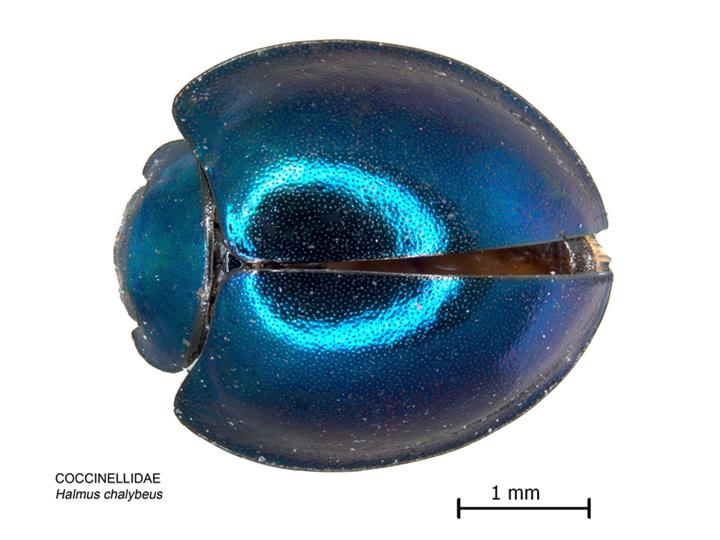
Halmus chalybeus, une Chilocorinae.
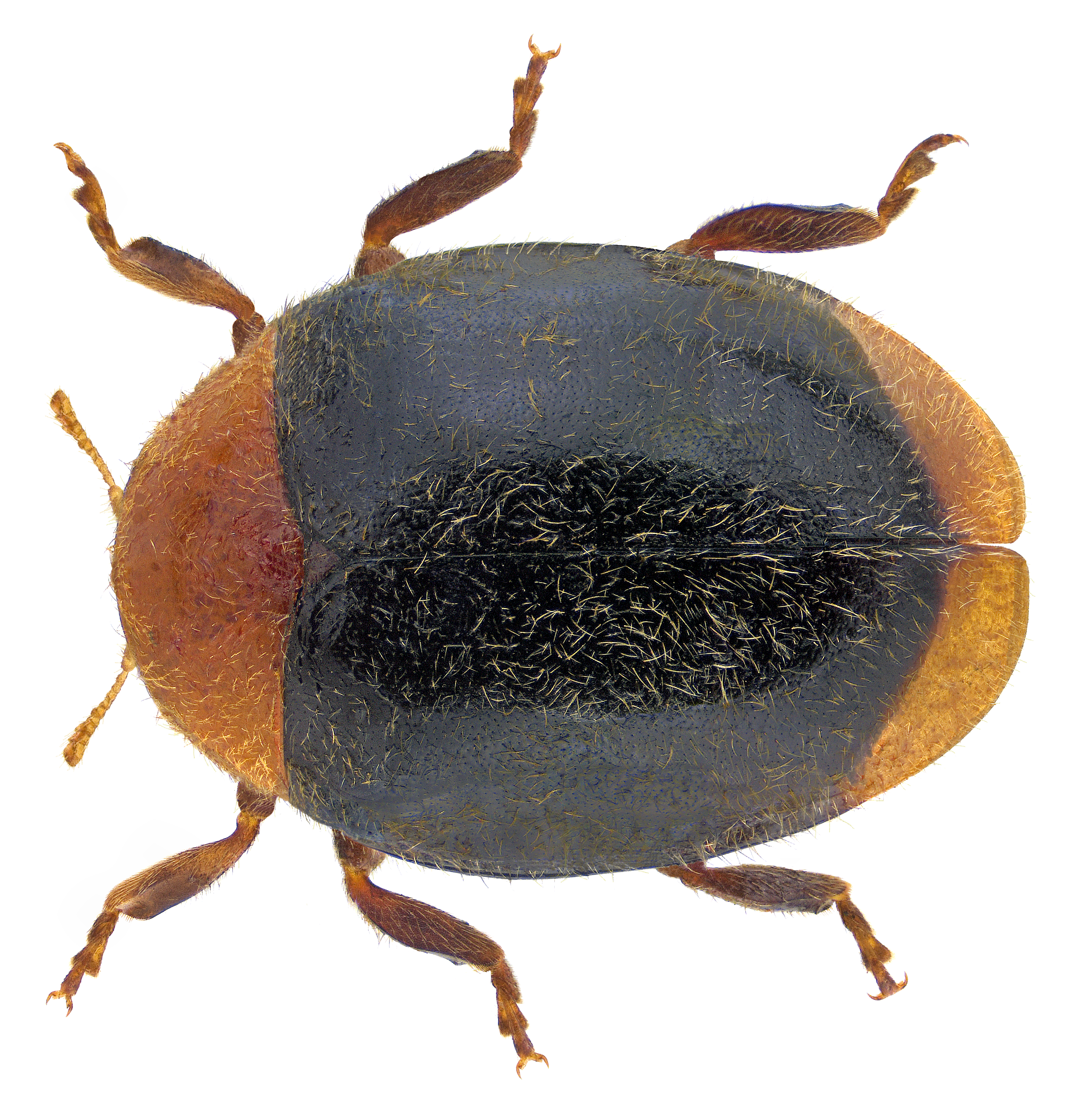
Cryptolaemus montrouzieri, une Coccidulinae.
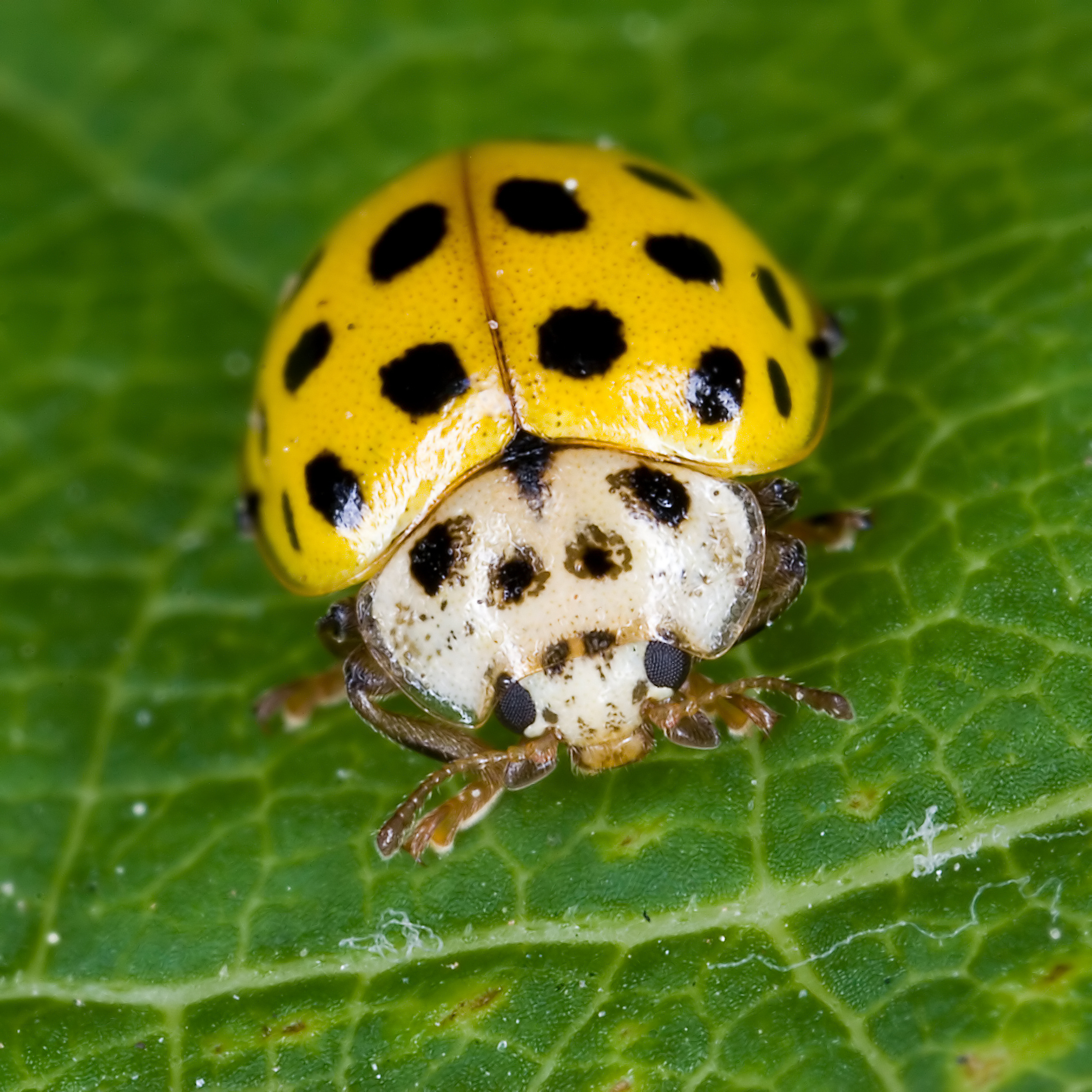
Thea vigintiduopunctata, une Coccinellinae.
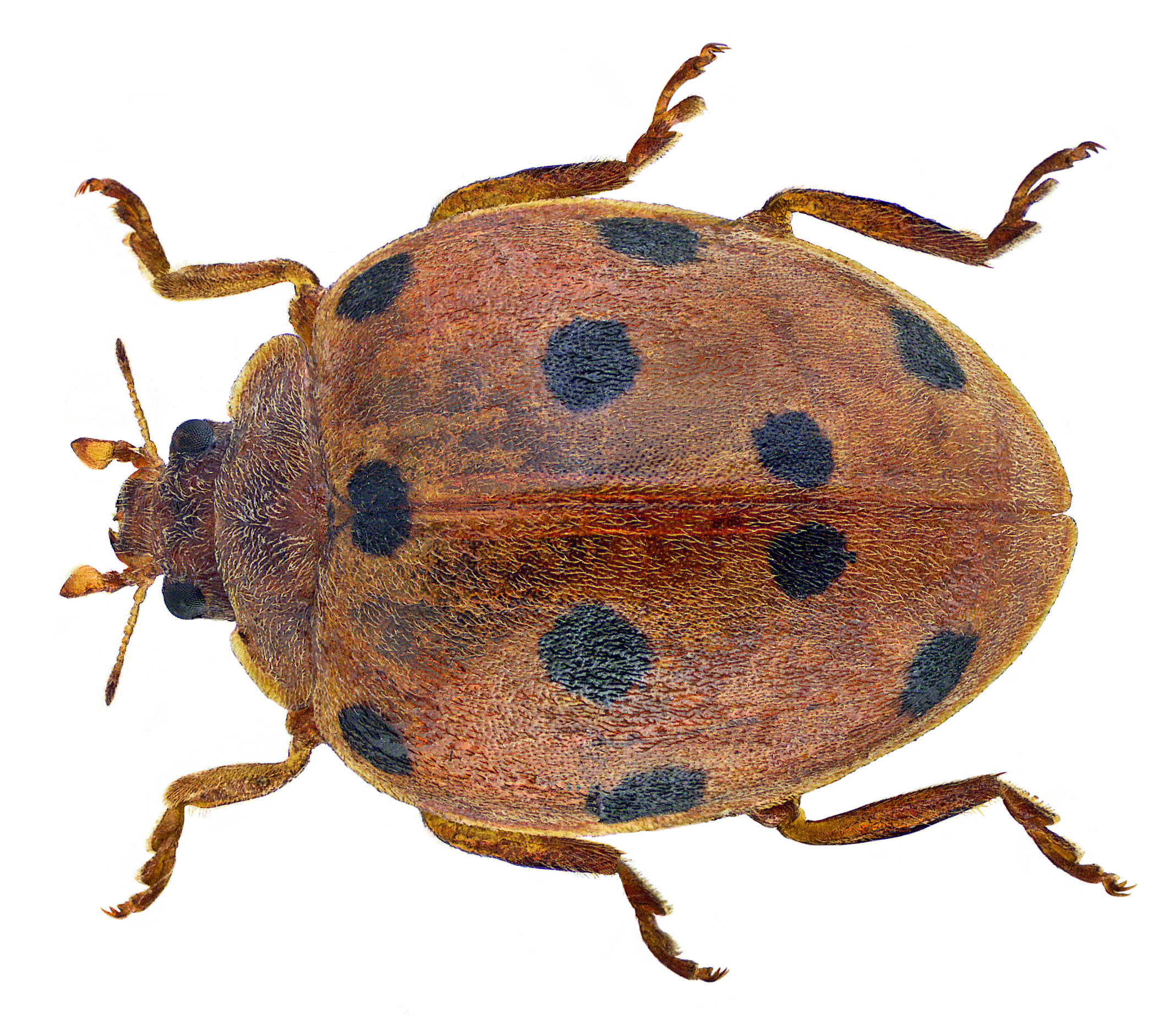
Henosepilachna argus, une Epilachninae.
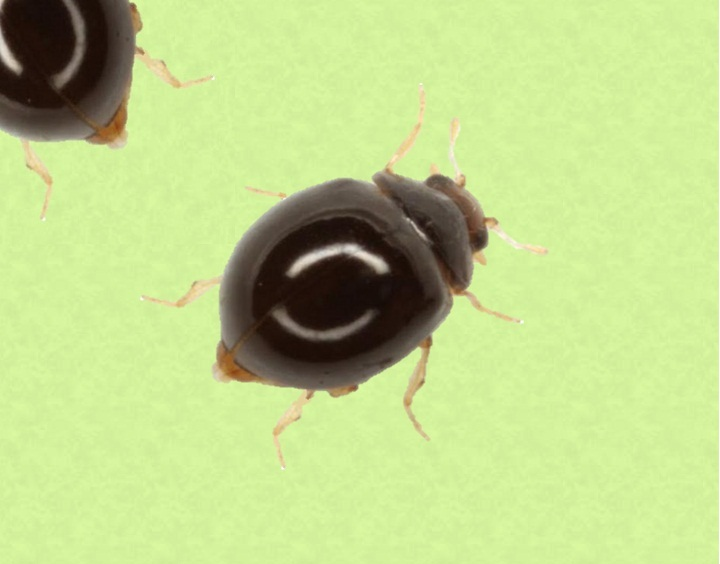
Delphastus pusillus, une Microweiseinae.
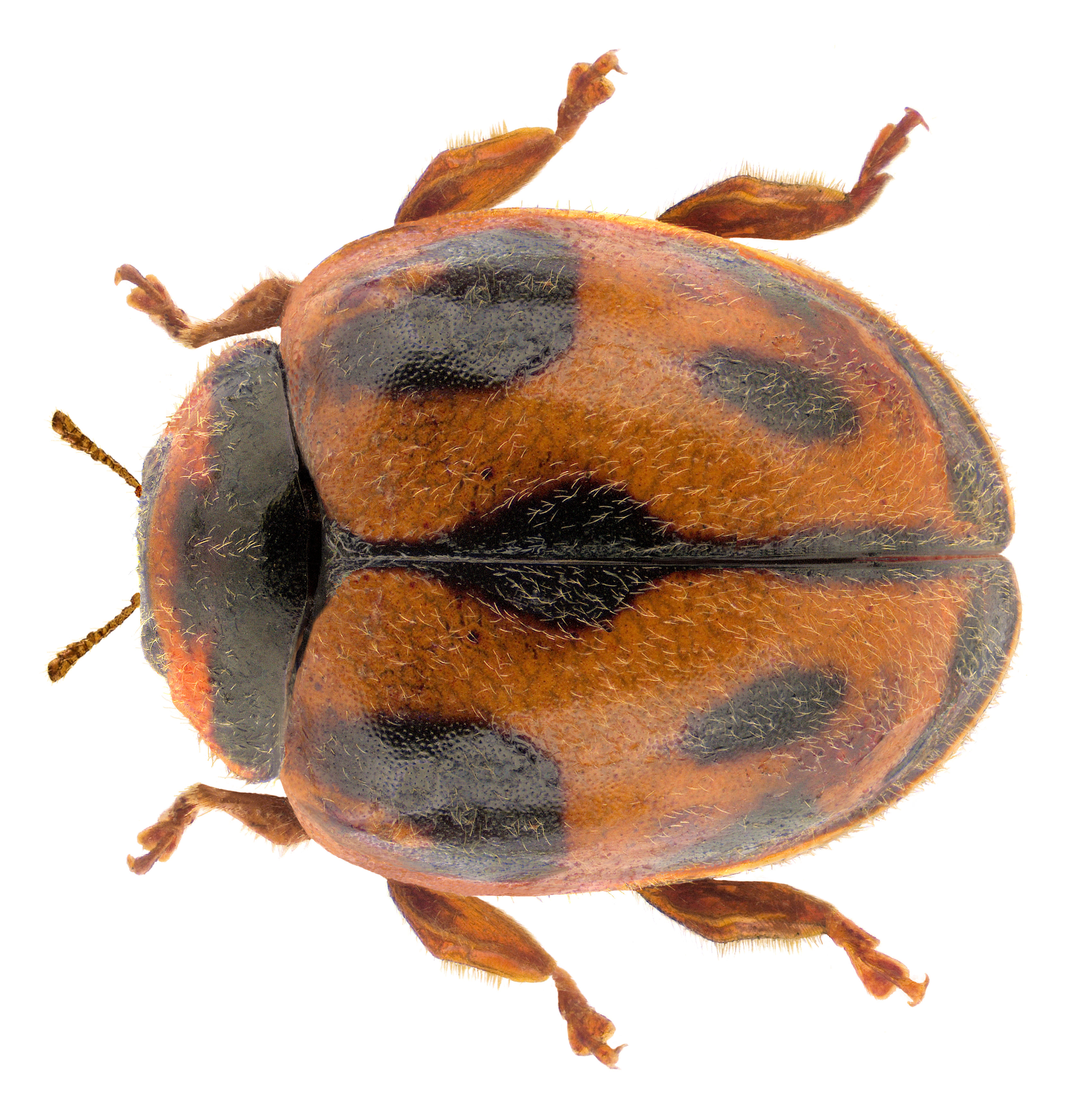
Rodolia cardinalis, une Ortaliinae.
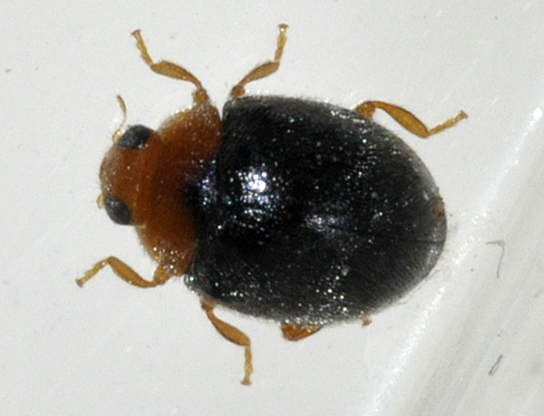
Scymnus rubromaculatus, une Scymninae.
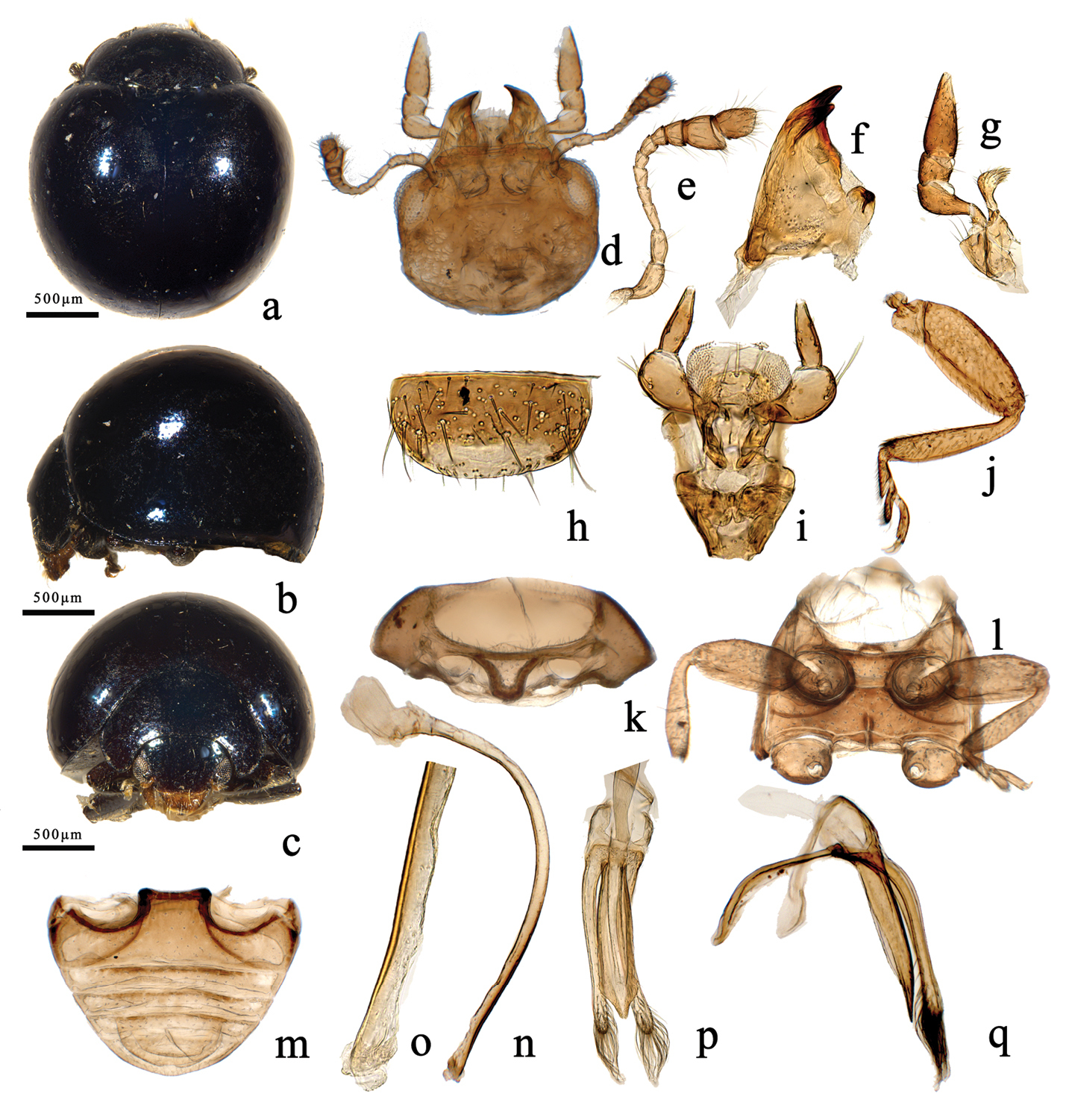
Filipinolotis purpuratorotunda, une Sticholotidinae.

### Sous-familles, tribus et phylogénie
En 2021, l'étude de 94 gènes nucléaires chez 214 espèces de Coccinellidae et 14 exogroupes (couvrant 90 genres et 35 tribus) ne reconnaît que trois sous-familles chez les Coccinellidae (Microweiseinae, Monocoryninae stat. nov. et Coccinellinae) mais diverses tribus. Ces dernières sont pour la plupart monophylétiques, à l'exception des Ortaliini, Sticholotidini, Scymnini et Coccidulini. Les relations phylogénétiques entre tribus ne sont toujours pas bien résolues. L'horloge moléculaire suggère que le groupe-couronne des coccinelles actuelles est apparu au début du Crétacé il y a environ 143 millions d'années (Ma) et a connu une diversification rapide au cours du Crétacé supérieur (120–70 Ma). Il est probable que le boom des Angiospermes au Crétacé supérieur a favorisé la diversification des insectes herbivores sternorrhynches et notamment des pucerons, qui a entraîné le rayonnement rapide des coccinelles prédatrices.
La nouvelle classification résultant de cette étude est l'arbre :
- Famille Coccinellidae Latreille, 1807
  - Sous-famille Microweiseinae Leng, 1920
    - Tribu Microweiseini Leng, 1920 (= Sukunahikonini Kamiya, 1960)
    - Tribu Serangiini Pope, 1962
    - Tribu Carinodulini Gordon et al., 1989

  - Sous-famille Monocoryninae Miyatake, 1988 stat. nov.
    - Tribu Monocorynini Miyatake, 1988 (sans Mimolithophilus Arrow)

  - Sous-famille Coccinellinae Latreille, 1807
    - Tribu Stethorini Dobzhansky, 1924
    - Tribu Coccinellini Latreille, 1807 (y compris Halyziini, Singhikalini, Discotomini et Tytthaspidini)
    - Tribu Chnoodini Mulsant, 1850 (y compris Exoplectrini et Oryssomini)
    - Tribu Ortaliini Mulsant, 1850
    - Tribu Epilachnini Mulsant, 1846
    - Tribu Noviini Mulsant, 1846
    - Tribu Scymnini Mulsant, 1846
    - Tribu Cryptognathini Mulsant, 1850
    - Tribu Cephaloscymnini Gordon, 1985
    - Tribu Platynaspidini Mulsant, 1846
    - Tribu Aspidimerini Mulsant, 1850
    - Tribu Hyperaspidini Mulsant, 1846
    - Tribu Brachiacanthini Mulsant, 1850
    - Tribu Diomini Gordon, 1999 (sans Magnodiomus Gordon ni Erratodiomus Gordon)
    - Tribu Poriini Mulsant, 1850
    - Tribu Pentiliini Mulsant, 1850
    - Tribu Azyini Mulsant, 1850 (y compris Cryptolaemus Mulsant et Bucolus Mulsant)
    - Tribu Argentipilosini Gordon et de Almeida, 1991 (y compris Glomerella Gordon)
    - Tribu Chilocorini Mulsant, 1846
    - Tribu Plotinini Miyatake, 1994
    - Tribu Sumniini Hoang, 1982, stat. rev. (y compris Ambrocharis Sicard, Aulis Mulsant, Cyrtaulis Crotch, Hovaulis Sicard et Sumnius Weise)
    - Tribu Sticholotidini Weise, 1901
    - Tribu Cranophorini Mulsant, 1850
    - Tribu Coccidulini Mulsant, 1846
    - Tribu Shirozuellini Sasaji, 1967
    - Tribu Scymnillini Casey, 1899

Classification restant incertaine (tribus et sous-tribus non incluses dans l'étude) :
- Tribu Eremochilini Gordon et Vandenberg, 1987
- Sous-tribu (des Hyperaspidini) Mimoscymnina Vandenberg et Hanson, 2019
- Tribu Limnichopharini Miyatake, 1994
- Tribu Selvadiini Gordon, 1985 (y compris Magnodiomus Gordon et Erratodiomus Gordon)
- Tribu Telsimiini Casey, 1899
- Tribu Tetrabrachini Kapur, 1948

## Utilisation

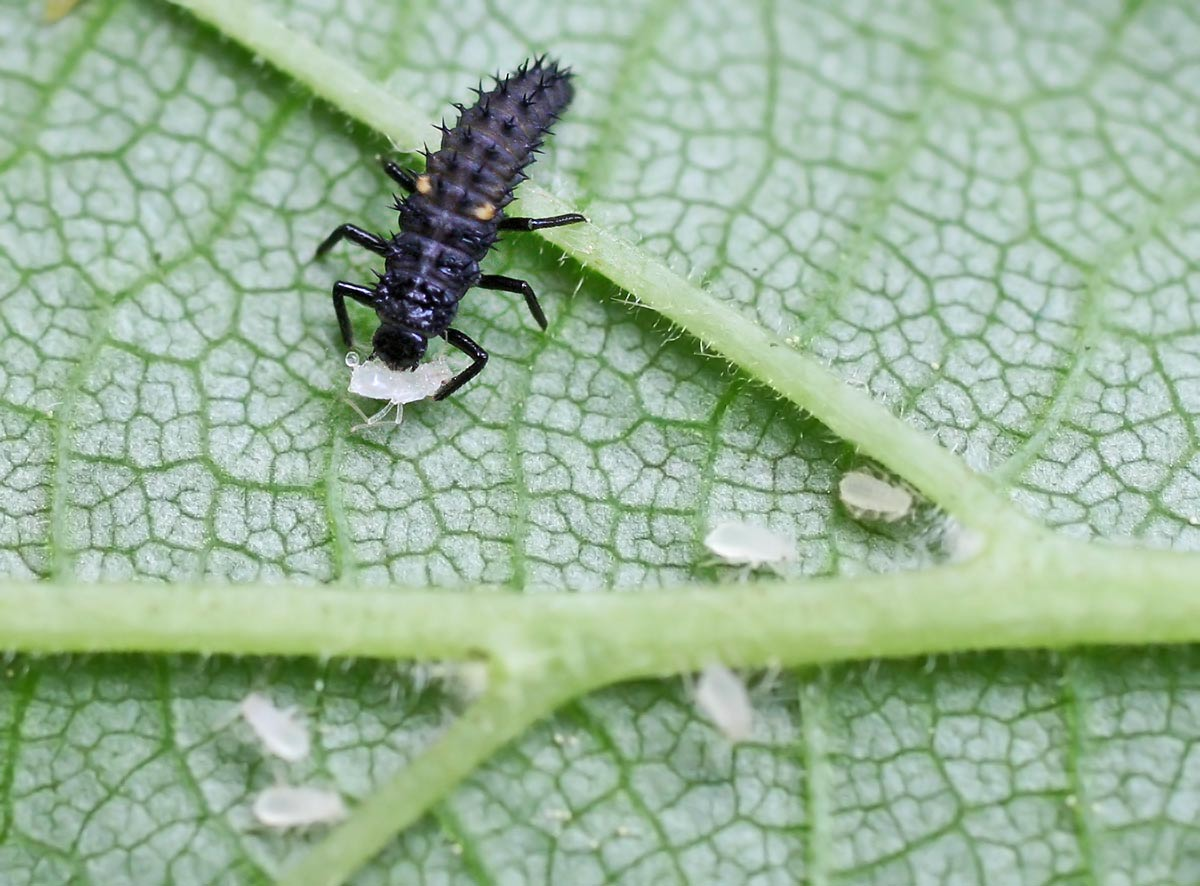
Une larve de coccinelle dévorant un puceron.

Certaines coccinelles se nourrissent d'autres insectes sans abîmer les plantes. Les jardiniers peuvent donc les utiliser en tant qu'organisme auxiliaire en protection des cultures en remplacement des produits phytosanitaires dans la lutte biologique contre les pucerons et les cochenilles farineuses. Par contre, les produits phytosanitaires tuent aussi les coccinelles, ces produits ne peuvent donc pas être utilisés en même temps que les coccinelles. La coccinelle est donc une bonne alliée de l'agriculture biologique.
Les fourmis veillent sur les pucerons (dont elles extraient du miellat) et les défendent en s'attaquant aux coccinelles. Les coccinelles adultes possèdent une carapace les protégeant temporairement des fourmis et peuvent s'envoler. Par contre, la larve de coccinelle ne possède pas de carapace et ne peut fuir en s'envolant. Néanmoins, le jardinier peut empêcher les fourmis de grimper sur les plantes en badigeonnant d'un produit gluant le tronc ou la tige principale de ces plantes (avec une bande collante ou de la glu spéciale).
Les coccinelles sont en vente dans les magasins spécialisés, en jardinerie, ou par correspondance. Dans le cadre de la vente par correspondance, les coccinelles sont expédiées par voie postale, dans une boîte. Les coccinelles peuvent être vendues au stade d'œufs, au stade larvaire ou adulte. Dans les deux premiers stades (œuf et larvaire), il est facile de traiter une plante envahie car la larve ne possède pas encore d'ailes. En 1996 l'INRA a obtenu, grâce à une substance chimique, une lignée dite « sédentaire » de la coccinelle asiatique dont l'adulte est incapable de voler et reste donc sur les plantes choisies. En 1997 est découvert une espèce asiatique qui mute naturellement sans intervention chimique. Mais la coccinelle asiatique, qui a été très prisée dans les années 1990, tend à éliminer les coccinelles autochtones, et est donc considérée maintenant comme une espèce invasive nuisible. La vente de coccinelles concerne aujourd'hui les espèces autochtones.
La pose des œufs de coccinelles est délicate et doit se faire à proximité d'une colonie de pucerons afin que la larve sortie de l'œuf puisse se nourrir rapidement car elle ne peut parcourir de grande distance sans manger. Il en va de même pour les jeunes larves. La dépose des larves se fait à l'aide d'un pinceau fin, pour ne pas les blesser, et le plus près possible d'une colonie de pucerons.
Les professionnels recommandent deux ou trois larves par arbuste, plus généralement entre vingt et cinquante larves par mètre carré de végétation, un ou deux adultes par massif, et entre cinq et dix adultes par rosier.

## Inventaires

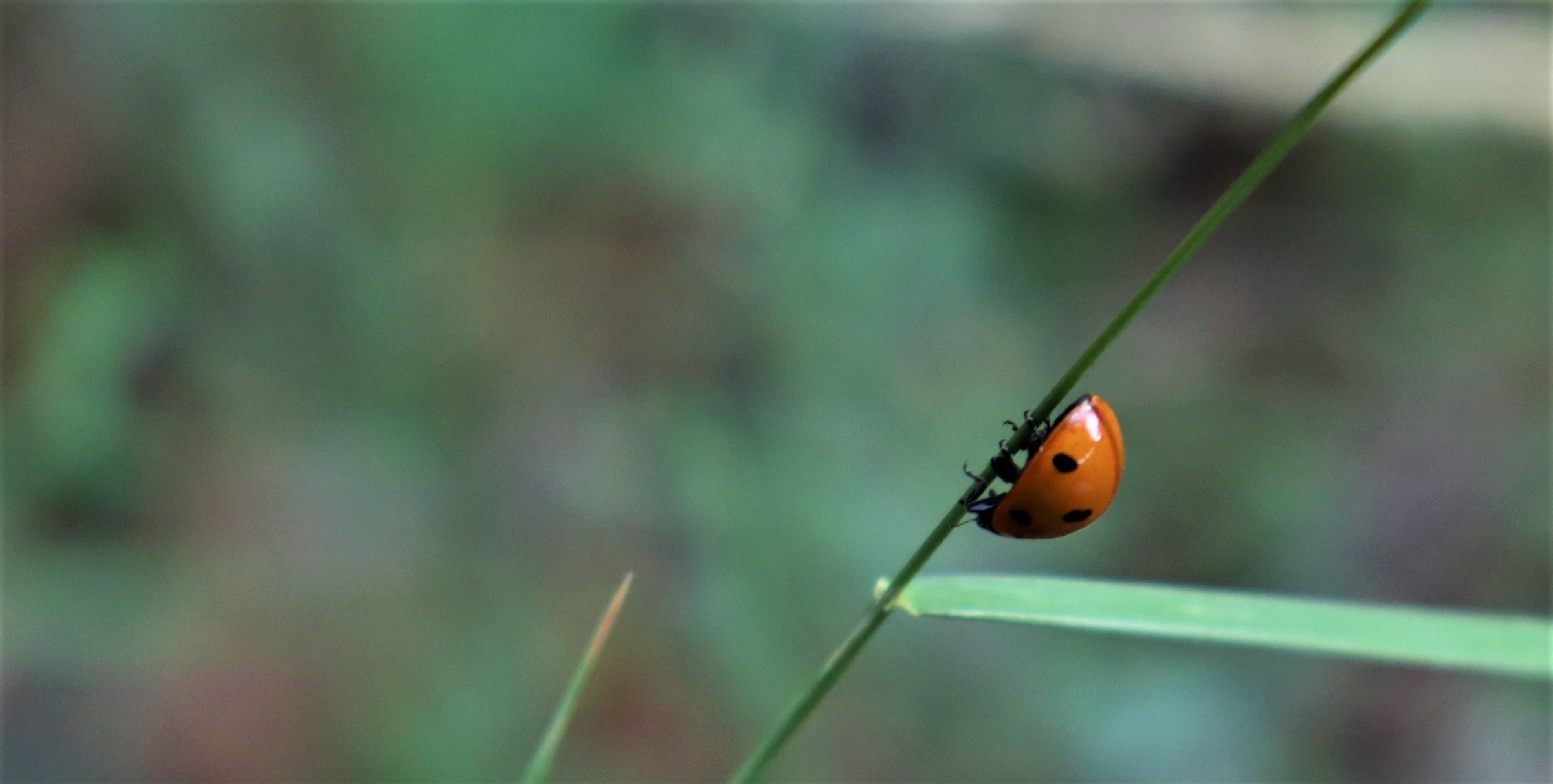
Une coccinelle sur une herbe.

Dans le cadre d'observatoires de la biodiversité ou d'observations plus spécifiques, plusieurs pays et régions ont mis en œuvre des atlas des coccinelles, utiles pour le suivi bioindicateur des populations autochtones et invasives, et parce que nombre de coccinelles sont des auxiliaires précieux des agriculteurs, arboriculteurs et jardiniers. Plusieurs de ces atlas sont en développement en Europe, dont en France,,.

## Parasitisme
Les coccinellidae peuvent se faire parasiter par des guêpes parasitoïdes. On appelle « parasitoïdes » les organismes qui, au cours de leur développement, tuent systématiquement leur hôte, ce qui les fait sortir du cadre du parasitisme au sens strict. Par exemple, la coccinelle maculée (Coleomegilla maculata) est l'hôte d'une guêpe braconide nommée Dinocampus coccinellae. Lors de l'oviposition, la femelle parasitoïde s'approche de son hôte et lui pénètre l'exosquelette à l'aide de son ovipositeur modifié. Elle déposera son œuf à l'intérieur de la coccinelle. La larve s'alimentera des corps gras de celle-ci. Lors de la pupaison, qui se produit à l'extérieur de la coccinelle, la larve manipule son hôte pour que celui-ci protège son cocon.